# Al-Mu'tasim (Bagdad)
Al-Mu'tasim was een derde zoon van Haroen ar-Rashid die kalief werd. Hij was generaal en gouverneur onder de vorige kalief Al-Ma'mun. Hij was de eerste die de mammelukken in het leger introduceerde. Hij was zeer oorlogszuchtig. De Byzantijns-Arabische oorlogen woedden in volle hevigheid, met als hoogtepunt de Val van Amorium 838, de bakermat van de Amorische dynastie. (Zie Theophilos van Byzantium.)
Nadat hij een gigantische vloot naar Constantinopel had gestuurd (842), werd hij ziek en stierf.

## Nageslacht

Stamboom